# A1 Grand Prix Saison 2008-2009

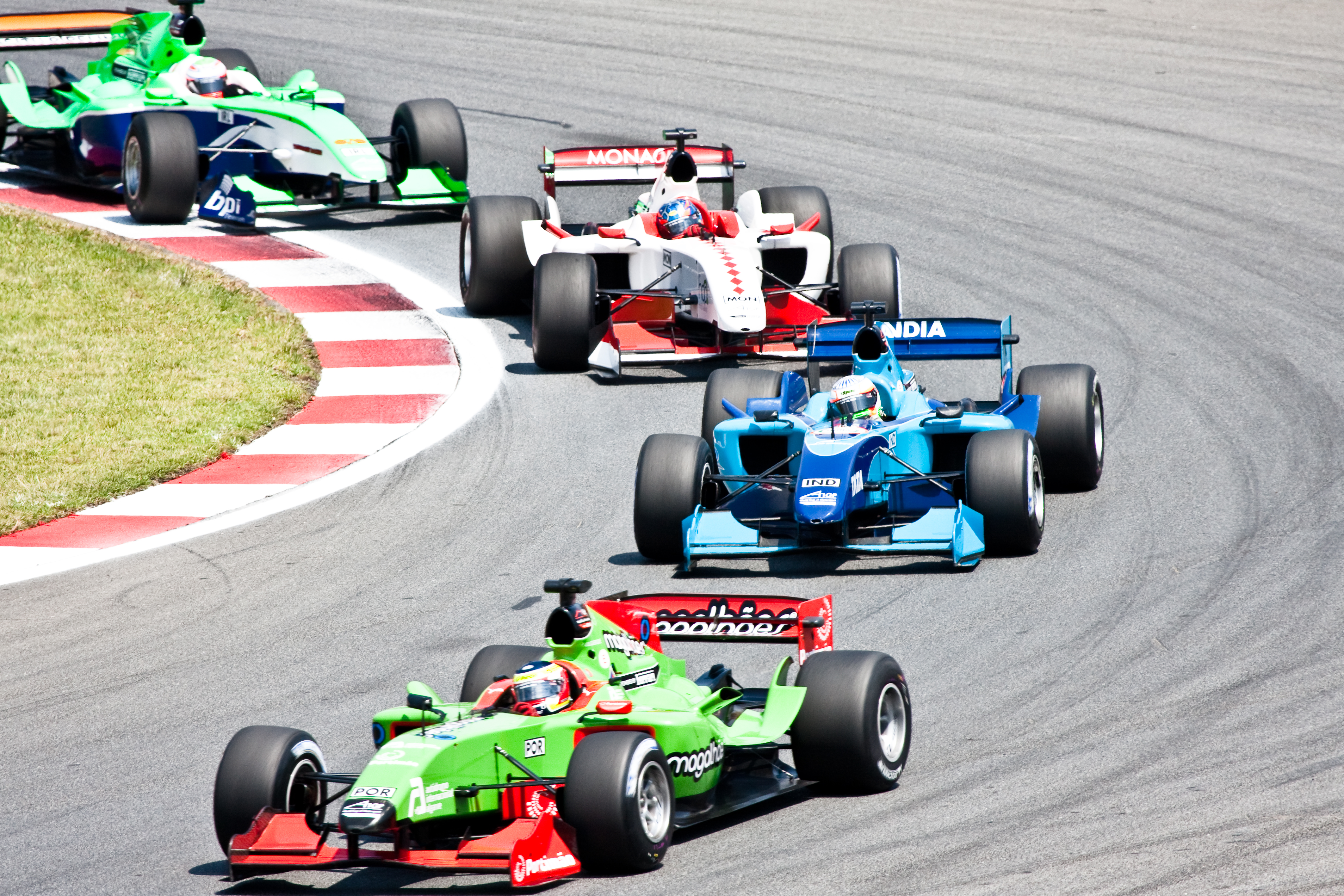
Une course au circuit de Kyalami pendant la saison 2008-2009 de l'A1 Grand Prix.

L'A1 Grand Prix Saison 2008-2009 est la quatrième saison de l'A1 Grand Prix. Cette saison sera marquée par l'arrivée de Ferrari dans le championnat. En effet, la marque au cheval cabré fournira les moteurs et les châssis, basée sur une F2004, championne du monde en Formule 1 en 2004. De plus, les voitures courront avec des pneus Michelin seront représentés par le slogan « Powered by Ferrari ».

## Équipes
Deux nouveautés concernant les équipes : la Corée du Sud et Monaco s'ajoutent aux équipes.
| Pays             | Équipe                   | Écurie                     | Propriétaire franchise           | Pilotes titulaires                 |
| ---------------- | ------------------------ | -------------------------- | -------------------------------- | ---------------------------------- |
| Afrique du Sud   | A1 Team Afrique du Sud   | Connor Racing              | Tokyo Sexwale                    | Adrian Zaugg                       |
| Allemagne        | A1 Team Allemagne        | Super Nova Racing          | Rolf Beisswanger                 | André Lotterer Michael Ammermüller |
| Australie        | A1 Team Australie        | Alan Docking Racing (en)   | Alan Jones                       | John Martin                        |
| Brésil           | A1 Team Brésil           | Argo Racing Cars           | Emerson Fittipaldi               | Felipe Guimarães                   |
| Corée du Sud     | A1 Team Corée du Sud     | Carlin Motorsport          | Jung-Yong Kim                    | Hwang Jin-Woo                      |
| Chine            | A1 Team Chine            | Astromega                  | Liu Yu                           | Ho-Pin Tung                        |
| États-Unis       | A1 Team USA              | Andretti Green Racing      | Michael Andretti                 | Marco Andretti Charlie Kimball     |
| France           | A1 Team France           | DAMS                       | Jean-Paul Driot                  | Loïc Duval Nicolas Prost           |
| Inde             | A1 Team Inde             | Arena Motorsport           | Ravi Chilukuri                   | Narain Karthikeyan                 |
| Indonésie        | A1 Team Indonésie        | Performance Racing         | Bagoes Hermanto                  | Satrio Hermanto                    |
| Irlande          | A1 Team Irlande          | Status Grand Prix          | Mark Kershaw                     | Adam Carroll                       |
| Italie           | A1 Team Italie           | Team Ghinzani              | Piercarlo Ghinzani               | Edoardo Piscopo Fabio Onidi        |
| Liban            | A1 Team Liban            | Argo Racing Cars           | Tameem Auchi                     | Daniel Morad                       |
| Malaisie         | A1 Team Malaisie         | A1 Team Malaisie           | Alex Yoong                       | Fairuz Fauzy                       |
| Mexique          | A1 Team Mexique          | Escuderia del Mediterraneo | Julio Jauregui Saad              | Davíd Garza Pérez                  |
| Monaco           | A1 Team Monaco           | A1 Team Monaco             | Clivio Piccione Hubertus Bahlsen | Clivio Piccione                    |
| Nouvelle-Zélande | A1 Team Nouvelle-Zélande | Super Nova Racing          | Colin Giltrap                    | Earl Bamber Chris Van der Drift    |
| Pakistan         | A1 Team Pakistan         | Performance Racing         | Adam Langley-Khan                |                                    |
| Pays-Bas         | A1 Team Pays-Bas         | Racing for Holland         | Jan Lammers                      | Jeroen Bleekemolen Robert Doornbos |
| Portugal         | A1 Team Portugal         | A1 Team Portugal           | Luis Vicente                     | Filipe Albuquerque                 |
| Royaume-Uni      | A1 Team Royaume-Uni      | A1 Team Royaume-Uni        | Tony Clements                    | Danny Watts                        |
| Suisse           | A1 Team Suisse           | Max Motorsport             | Max Welti                        | Neel Jani                          |

## Courses de la saison 2008-2009
Le week-end de course se déroule de la manière suivante :
- le vendredi, deux « rookie sessions » qui sont des séances d'essais destinées aux jeunes pilotes et deux séances d'essais,
- le samedi est consacré aux qualifications avec deux séances pour déterminer l'ordre de départ de la course « sprint » suivi de deux nouvelles séances de qualifications pour la course principale. Un seul tour chronométré par séance est autorisé par écurie.
- le dimanche, la course « sprint » de 29 minutes est suivie de la course « principale » de 69 minutes.

Chaque course donne lieu à une attribution de points différente :
- Les huit premiers de la course « sprint » marquent des points selon le barème 10, 8, 6, 5, 4, 3, 2, 1 (comme en Formule 1 à l'époque).
- Les dix premiers de la course principale marquent des points selon le barème 15, 12, 10, 8, 6, 5, 4, 3, 2, 1.
- L'auteur du meilleur tour lors de chaque course marque un point.

Les points sont accordés non pas aux pilotes mais aux équipes dont ils défendent les couleurs.
| #  | Date             | Lieu         | Vainqueur          | Équipe   |
| 1  | 5 octobre 2008   | Zandvoort    | Fairuz Fauzy       | Malaisie |
| 2  | 5 octobre 2008   | Zandvoort    | Loïc Duval         | France   |
| 3  | 9 novembre 2008  | Chengdu      | Adam Carroll       | Irlande  |
| 4  | 9 novembre 2008  | Chengdu      | Filipe Albuquerque | Portugal |
| 5  | 23 novembre 2008 | Sepang       | Neel Jani          | Suisse   |
| 6  | 23 novembre 2008 | Sepang       | Adam Carroll       | Irlande  |
| 7  | 25 janvier 2009  | Taupo        | Adam Carroll       | Irlande  |
| 8  | 25 janvier 2009  | Taupo        | Neel Jani          | Suisse   |
| 9  | 22 février 2009  | Kyalami      | Jeroen Bleekemolen | Pays-Bas |
| 10 | 22 février 2009  | Kyalami      | Neel Jani          | Suisse   |
| 11 | 12 avril 2009    | Portimão     | Robert Doornbos    | Pays-Bas |
| 12 | 12 avril 2009    | Portimão     | Neel Jani          | Suisse   |
| 13 | 3 mai 2009       | Brands Hatch | Adam Carroll       | Irlande  |
| 14 | 3 mai 2009       | Brands Hatch | Adam Carroll       | Irlande  |

## Classement du championnat
| Pos | Équipes          | NED | NED | CHN | CHN | MAL | MAL | NZL | NZL | RSA | RSA | POR | POR | GBR | GBR | Total Points | Retrait | Total Points après retrait |
| --- | ---------------- | --- | --- | --- | --- | --- | --- | --- | --- | --- | --- | --- | --- | --- | --- | ------------ | ------- | -------------------------- |
| 1   | Irlande          | -   | -   | 11* | 12  | 4   | 16* | 10  | 12  | 5   | -   | 9*  | 7*  | 11* | 15  | 112          |         | 112                        |
| 2   | Suisse           | (4) | -   | 5   | 8   | 11* | -   | 9*  | 15  | 6   | 15  | -   | 15  | 1   | 10  | 99           | 4       | 95                         |
| 3   | Portugal         | -   | -   | 3   | 15  | 5   | 12  | 3   | 11* | 9*  | 6   | 6   | 10  | 4   | 6   | 92           |         | 92                         |
| 4   | Pays-Bas         | 5   | 6   | 8   | 1*  | (3) | (3) | 6   | 6   | 10  | 8   | 10  | -   | 3   | 12  | 81           | 6       | 75                         |
| 5   | France           | 7*  | 15  | -   | -   | 8   | -   | 5   | 5   | -   | -   | -   | 5   | -   | 1   | 47           |         | 47                         |
| 6   | Malaisie         | 10  | 12  | -   | 6   | -   | 1   | 1   | 1   | -   | 1*  | 1   | 10  | -   | -   | 43           |         | 43                         |
| 7   | Nouvelle-Zélande | 8   | 10  | 2   | -   | 6   | 5   | 4   | -   | 1   | -   | -   | -   | -   | -   | 36           |         | 36                         |
| 8   | Australie        | -   | 8   | -   | 5   | 1   | 8   | -   | 8   | -   | -   | -   | -   | 2   | 4*  | 36           |         | 36                         |
| 9   | Monaco           | -   | 5   | -   | 4   | -   | -   | -   | -   | 4   | 10  | 4   | -   | -   | 8   | 35           |         | 35                         |
| 10  | Royaume-Uni      |     |     | 6   | 10  | -   | -   | -   | -   | -   | 4   | -   | 4   | -   | 4   | 28           |         | 28                         |
| 11  | États-Unis       | 1   | 2*  | -   | 3   | -   | 10  | -   | -   | -   | 3   | -   | -   | 5   | -   | 24           |         | 24                         |
| 12  | Inde             |     |     | -   | 1   | -   | -   | -   | 4   | 3   | -   | 3   | -   | 8   | -   | 19           |         | 19                         |
| 13  | Mexique          |     |     | -   | -   | -   | -   | -   | -   | -   | -   | -   | 8   | 6   | 5   | 19           |         | 19                         |
| 14  | Afrique du Sud   | 3   | -   | 4   | 2   | -   | 6   | -   | 2   | 2   | -   | -   | -   | -   | -   | 19           |         | 19                         |
| 15  | Brésil           | -   | -   | -   | -   | -   | 4   | -   | -   | -   | 12  | 2   |     |     |     | 18           |         | 18                         |
| 16  | Italie           | 2   | -   | -   | -   | 2   | -   | 2   | 3   | -   | 1   | 5   | -   | -   | 2   | 17           |         | 17                         |
| 17  | Liban            | -   | 3   | -   | -   | -   | -   | -   | -   | -   | 5   | -   | -   | -   | -   | 8            |         | 8                          |
| 18  | Chine            | -   | 2   | -   | -   | -   | 2   | -   | -   | -   | -   | -   | 3   | -   | -   | 7            |         | 7                          |
| 19  | Corée du Sud     | -   | 4   | -   | -   | -   |     |     |     |     |     |     |     |     |     | 4            |         | 4                          |
| 20  | Indonésie        | -   | -   | -   | -   | -   | -   | -   | -   | -   | 2   | -   | 1   | -   | -   | 3            |         | 3                          |
| 21  | Allemagne        |     |     |     |     |     |     |     |     | -   | -   | -   | 2   | -   | -   | 2            |         | 2                          |

- l'astérisque marque le meilleur tour
- en gras, les victoires